# Dennis MacKay
Pour les articles homonymes, voir MacKay.
Dennis MacKay, né le 23 mars 1942 à Edmonton et mort le 14 août 2024 à Smithers (Colombie-Britannique), est un homme politique canadien de la Colombie-Britannique. Il est député provincial libéral de la circonscription britanno-colombienne de Bulkley Valley-Stikine de 2001 à 2009.

## Biographie
Avant d'entrer en politique, MacKay exerce les métiers de détective privé, de coroner et de policier. Il travaille pendant plus de 30 ans pour la Gendarmerie royale du Canada (GRC), incluant deux années avec l'unité de démonstration du Carrousel.